# 加地君也
加地 君也（かじ きみや、1977年9月7日 - ）は、日本の漫画家。愛媛県川之江市（現・四国中央市）出身、愛媛県立川之江高等学校卒業。

## 経歴
- 1997年：『赤マルジャンプ』1997年夏号にて『天翔騎馬』でデビュー。その後、叶恭弘の下でアシスタントを経る[2]。
- 2003年：『週刊少年ジャンプ』2003年18号より『闇神コウ〜暗闇にドッキリ!〜』を連載。
- 2008年：『週刊少年ジャンプ』2009年1号より『マイスター』で6年ぶりの連載を開始。
- 2013年：『週刊ヤングジャンプ』2013年23号より3度目の連載作品となる『トライAンジェル（トライアンジェル）』を短期集中連載。

## 作品リスト

### 連載
- 闇神コウ〜暗闇にドッキリ!〜（『週刊少年ジャンプ』2003年18号 - 35号、ジャンプ・コミックス全2巻）
- マイスター（『週刊少年ジャンプ』2009年1号 - 12号、ジャンプ・コミックス全2巻）
- トライAンジェル(『週刊ヤングジャンプ』2013年23号 - 30号 ）

### 読切・短編
- 樗部罹罵（第3回天下一漫画賞(1996年10月期)（審査員：うすた京介）最終候補まであと一歩）※ちょべりばと読む
- 天翔騎馬（読切・『赤マルジャンプ』1997SUMMER） - 1997年3月期天下一漫画賞佳作。
- SWORD OF VAMPIRE（第15回天下一漫画賞(1997年10月期)最終候補）
- NEEDLES（第55回手塚賞(1998年上期)最終候補）
- ギルツ -Guilts the Sun Blade-（読切・『赤マルジャンプ』1999SPRING、原作：三条陸）
- スカルジャッカー（読切・『赤マルジャンプ』2000WINTER、『マイスター』2巻に収録）
- スカルジャッカー（読切・『週刊少年ジャンプ』2000年18号）
- 暗闇にドッキリ（読切・『週刊少年ジャンプ』2002年43号）
- ストライカー義経（読切・『週刊少年ジャンプ』・2004年50号、『マイスター』1巻に収録）
- サムライスラッシュ（読切・『赤マルジャンプ』2005SUMMER、センターカラー45頁）
- Children of Symphony（読切・『赤マルジャンプ』2006SPRING、センターカラー55頁、『マイスター』2巻に収録）
- FCバルセロナ物語（読切・『週刊少年ジャンプ』2008年35号掲載）
- 未来の彼女(仮)（読切・『ミラクルジャンプ』2011年2号）
- DEATHってもいいデスか？(読切・『ミラクルジャンプ』2011年3号、4号）
- らぶマグネット!!(読切・『ミラクルジャンプ』2012年7号）
- BLAST HEART（読切・『ジャンプSQ.19』vol.12）
- 戦国ブラッド（読切・『ジャンプSQ.19』vol.15）
- SOCIAL GUARDIAN（読切・『少年ジャンプ+』2016年8月22日）

## エピソード
- 本人曰く「菜食主義」で特に鶏肉が苦手。
- キャラクター名や作品タイトルには、海外のサッカー選手の名前や洋楽（特にヘヴィメタル関連）のミュージシャンの名前や曲名を使う事が多い[3][4]。
- 2000年に発表した読切作品『スカルジャッカー』は、諸事情で編集部から「続編を描いてはいけない」と言われたと語っており、機会があればまた描きたいとコメントしている[3]。
- 『ミラクルジャンプ』での読み切り『らぶマグネット!!』には本来タイトルに「!!」は付いていなかったが、担当編集者の手違いでこのタイトルとなった。

## 師匠
- 叶恭弘[2]

## アシスタント
- 福島鉄平[5]
- 竹内良輔…チーフアシスタント。加地曰く、「絵が一番うまかった」とのこと[6]。
- 前畑正和